# Фрідріх Вільгельм фон Біссінг
Фрідріх Вільгельм фон Біссінг (нім. Friedrich Wilhelm von Bissing; 22 квітня 1873, Потсдам — 12 січня 1956, Обераудорф-на-Інні) — німецький єгиптолог, археолог, професор (1906), доктор наук (1896). Член Баварської академії наук.

## Біографія
Син прусського генерала Моріца фон Біссінга. Вивчав класичну філологію, археологію, єгиптологію й історію мистецтва в університетах Бонна та Берліна. Учень Адольфа Ермана.
В 1896 році отримав науковий ступінь доктора наук (дисертація на тему статистичних таблиць фараона Тутмоса III — «De tabula quam dicunt statistica Tuthmosis III commentatio»).
В 1897—1898 роках брав участь в роботі над створенням Берлінського словника єгипетської мови в Прусській академії наук.
Довгий час провів на розкопках в Єгипті. Разом з Людвигом Борхардтом, єгиптологом, який відкрив світу Нефертіті, проводив археологічні розкопки Великого сонячного храму, збудованого, фараоном Ніусерра в містинності Абу-Гораб. Витрати на розкопки покривав за рахунок особистих заощаджень.
Йому належить важлива роль в складанні «Загального каталогу» Каїрського єгипетського музею (фр. Catalogue général des antiquités Egyptiennes du Musée du Caire).
Після повернення з Єгипту з 1901 року працював у Мюнхенському університеті, спочатку — доцентом, пізніше — професором. Зібрав велику бібліотеку і багату колекцію старожитностей.
З 1922 року до виходу на пенсію у 1926 році, був професором в Університеті Утрехта. Останні 30 років свого життя займався приватною науковою діяльністю в м. Обераудорф-на-Інні.
Окрім наукової діяльності, Ф. фон Біссінг бул реакційним політиком, впевненим націоналістом, антисемітом і виступав проти католичної церкви. З 1925 року — член НСДАП, був другом Рудольфа Гесса . Нагороджений Золотим партійним знаком.
Був ревним протестантом, членом Генерального Синоду Євангелічно-лютеранської церкви Баварії.

## Вибрані твори
- Ein thebanischer Grabfund aus dem Anfang des neuen Reichs, 1900
- Die Mastaba des Gem-ni-kai, 1905
- Das re-heiligtum des königs Ne-woser-re (Rathures), 1905 (в співавторстві з Людвигом Борхардтом).
- Einführung in die Geschichte der ägyptischen Kunst von den ältesten Zeiten bis auf die Römer, 1908
- Denkmäler ägyptischer sculptur, 1911.
- Die Kultur des alten Ägyptens, 1913
- Denkmäler ägyptischer Sculptur, 1914
- Die Kriegsziele unserer Feinde (Bibliothek für Volks- und Weltwirtschaft Heft 20), Dresden 1916
- Die Bedeutung der orientalischen Kunstgeschichte für die allgemeine Kunstgeschichte, 1922
- Agyptische Kultbilder der Ptolomaier- und Römerzeit, 1936.[5]